# بيل ماكغيل
بيل ماكغيل (بالإنجليزية: Bill McGill)‏ مواليد 16 سبتمبر 1939 في سان أنجيلو - الوفاة 11 يوليو 2014، كان لاعب كرة سلة أمريكي. بدأ مسيرته الاحترافية في سنة 1962. تم اختياره من قبل فريق واشنطن ويزاردز خلال الدرافت. بلغ طوله 6 قدم 9 بوصة (2.1 م). اعتزل اللعب في 1970.

## المسيرة الاحترافية
لعب مع نيويورك نيكس في موسم 1963–1964، ثم لعب مع أتلانتا هوكس في سنة 1964، ثم لعب مع لوس أنجلوس ليكرز في سنة 1965، ثم لعب مع دنفر ناغتس في موسم 1968–69 .

## روابط خارجية
- بيل ماكغيل على موقع إن بي أي (الإنجليزية)
- بيل ماكغيل على موقع سبورتس رفرنس (الإنجليزية)
- بيل ماكغيل على موقع كلية كرة السلة في سبورتس رفرنس.كوم (الإنجليزية)
- بيل ماكغيل على موقع ريلجم (الإنجليزية)
- بيل ماكغيل على موقع بروبوليرز (الإنجليزية)